# Aianí
Aianí är en ort i Grekland.   Den ligger i prefekturen Nomós Kozánis och regionen Västra Makedonien, i den norra delen av landet, 290 km nordväst om huvudstaden Aten. Aianí ligger 402 meter över havet och antalet invånare är 2 119.
Terrängen runt Aianí är huvudsakligen kuperad, men åt nordost är den platt. Runt Aianí är det ganska glesbefolkat, med 30 invånare per kvadratkilometer. Närmaste större samhälle är Kozani, 15,4 km norr om Aianí. Trakten runt Aianí består till största delen av jordbruksmark.